# Eric Dowling
Eric Dowling (* 8. November 1907 in Sheffield/Yorkshire; † 14. Februar 1991 in St. Catharines/Ontario) war ein kanadischer Organist und Komponist englischer Herkunft.

## Leben
Dowling kam 1923 mit seinen Eltern nach Kanada. Er studierte am Royal Conservatory of Music in Toronto. Von 1928 bis 1942 war er als Nachfolger von Charles Peaker Organist an der St Paul’s United Church in St. Catharines, danach war er bis 1980 Organist an der St George’s Anglican Church. Er war Mitglied und von 1948 bis 1950 Präsident des Royal Canadian College of Organists und 1940 Mitbegründer von dessen Niagara Peninsula Centre in St. Catherines. Als Komponist trat er mit Orgel- und Chorwerken hervor.